# Lippovaner

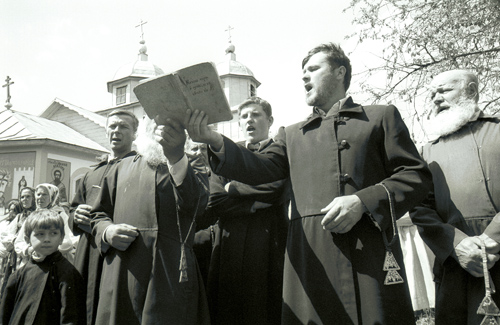
Lippovaner under en religiös ceremoni i Slava Cercheză i Rumänien

Lippovanerna bor i Donaudeltat, rysktalande fiskare i gränstrakterna mellan Ukraina och Rumänien. Den kommunistiska stordriften i såväl jordbruk som fiskerinäringen har emellertid drastiskt ändrat livsvillkoren, inte minst i Rumänien. 

## Religion
De härstammar från "gammaltroende" ryssar ("storowiercy") som under slutet av 1600-talet bröt med den ortodoxa kyrkan sedan de vägrat acceptera de ändringar som patriarken Nikon genomfört i liturgin. De tog avstånd från prästämbetet och de heliga sakramenten, liksom från äktenskap och militärtjänstgöring. De fick inte dansa eller använda alkohol och tobak och de vägrade både svära tsaren sin trohet och be för honom. Istället betraktade de det som högsta lycka att få dö för sin tro på bålet eller genom fasta. 
Vid mitten av 1800-talet började många lippovaner åter att acceptera den kyrkliga hierarkin och fira mässa enligt den påbjudna liturgin och vid seklets slut återgick stora grupper till den grekisk-ortodoxa kyrkan.

## Benämningen
Gammalryssarna betecknades därför som "raskolniki" (schismatiker) och utsattes för svåra förföljelser. Deras egen benämning - lippovaner - ges två förklaringar. Dels sägs den vara en härledning från aposteln Filippos, som de skall ha hållit i särskild helgd, dels påstås den härstamma från en av deras ursprungliga ledare, en viss Philipp Pustowiat.

## Donaudeltat
Den österrikiske kejsaren Josef II blev uppmärksam på lippovanernas flit och avhållsamhet och beslöt att dra nytta av deras moral. Därför fick de en fristad i sina nuvarande hemtrakter, som 1775 införlivades med det habsburgska imperiet som den österrikiska provinsen Bukovina. Där kunde de bilda egna samfund och bygga egna kloster trots att deras antal endast uppgick till cirka 3000.
Josef II beviljade dem religionsfrihet. De befriades från värnplikt och fick istället göra civiltjänst som sjukvårdare. De tackade med att visa respekt inför de österrikiska lagarna och med att genom sin hantverksskicklighet och sina bondetraditioner utveckla dessa utmarker.
Av österrikiska folklivsskildringar framgår dock att lippovanernas motvilja mot krigets hantverk inte avhöll dem från ett omfattande tjuvskytte. Genom sina seder och bruk avvek de också från andra grupper i den folkmosaik som Bukovina utgjorde med rutener, tyskar, judar, polacker, ungrare, zigenare och rumäner. Alla som inte delade lippovanernas tro betraktades som orena. Sjuka fick ingen behandling och kött åt man endast under karnevalstiden. All modern skolutbildning betraktades som överflödig lyx.

## Näringsliv
Lippovanerna var främst verksamma som biodlare, brunnsgrävare och framför allt fruktodlare. De dominerade helt fruktmarknaden i Bukovina och bestämde även priset på frukt i angränsande provinser. Med sina små vagnar transporterade de körsbär, aprikoser, äpplen, päron, plommon, nötter, vindruvor och dessutom honung, olja, vax och kurbitskärnor över vida trakter och exporterde också dessa varor utanför det habsburgska riket. 
Nicolae Ceaușescus försök att kontrollera naturen och Donaudeltats uråldriga ekologiska system, genom kanaliserings- och utdiktningsprojekt och avverkning av vassen i de stora våtmarkerna, ledde till en stor utflyttning av lippovaner och den tidigare inkomstkällan, nämligen att ta emot besökare för att med sina båtar låta dem uppleva Donaudeltats fauna, sinade. Detta gjorde att deltats befolkning minskade från 21 000 1970 till omkring 15 000 1992.
De som stannade kvar var fr.a. äldre. Lippovanerna är nu huvudsakligen bosatta i den lilla staden Vilkovo längst ut i deltat på den ukrainska sidan. Efter kommunismens fall har den ekologiska vandalismen hejdats och området öppnats för utländsk turism. Möjligheterna att bevara något av den lippovanska särarten har därmed ökat. De kvarvarande lippovanerna bor än idag i stor utsträckning i vasstäckta hus gjorda av lera, trä och halm och även om många utövar andra yrken kan de fortfarande betecknas som flodens folk. Deras färger är svart och blått. De svarta båtarna är deras särskilda signum liksom de blå korsen på deras gravar.